# Riviera Beach (Maryland)
Riviera Beach es un lugar designado por el censo ubicado en el condado de Anne Arundel en el estado estadounidense de Maryland. En el Censo de 2010 tenía una población de 12.677 habitantes y una densidad poblacional de 1.524,33 personas por km².

## Geografía
Riviera Beach se encuentra ubicado en las coordenadas 39°9′52″N 76°31′39″O / 39.16444, -76.52750. Según la Oficina del Censo de los Estados Unidos, Riviera Beach tiene una superficie total de 8.32 km², de la cual 6.82 km² corresponden a tierra firme y (17.97%) 1.49 km² es agua.

## Demografía
Según el censo de 2010, había 12.677 personas residiendo en Riviera Beach. La densidad de población era de 1.524,33 hab./km². De los 12.677 habitantes, Riviera Beach estaba compuesto por el 91.61% blancos, el 4.05% eran afroamericanos, el 0.24% eran amerindios, el 1.08% eran asiáticos, el 0.02% eran isleños del Pacífico, el 0.65% eran de otras razas y el 2.33% pertenecían a dos o más razas. Del total de la población el 2.78% eran hispanos o latinos de cualquier raza.